# Emmen (Zwitserland)
Emmen is een gemeente en plaats in het Zwitserse kanton Luzern en maakte deel uit van het district Hochdorf tot op 1 januari 2008 de districten van Luzern werden afgeschaft.
Emmen telt 30.590 inwoners.
De gemeente Emmen grenst aan de gemeenten Neuenkirch, Luzern, Ebikon, Buchrain, Eschenbach en Rothenburg. De zuidgrens van de gemeente wordt gevormd door der rivieren Kleine Emme en de Reuss, welke bij Emmen samenkomen. Op de grens met Rothenburg stroomt de Rotbach. De belangrijkste kernen zijn Emmenbrücke, Emmen-Dorf en Waldibrücke.
De belangrijkste verbindingswegen zijn de A2 ( van Bazel over Luzern door de Gotthardtunnel richting Chiasso) en de A14 (van Luzern richting Zug). Door de gemeente lopen twee spoorlijnen. De lijn Luzern-Olten en de lijn Luzern - Lenzburg (Seetalbahn). Verder is er een militair vliegveld.

## Sport
- FC Emmenbrücke